# Варфоломій: Апостольська місія. Пророче бачення
«Варфоломій: Апостольська місія. Пророче бачення» (англ. Bartholomew: Apostle and Visionary) — біографічна книга архідиякона Іоана Хрисавгіса про Вселенського Патріарха Варфоломія I.
Опублікована 11 жовтня 2016 року видавництвом «Thomas Nelson», підрозділом «HarperCollins». Український переклад вийшов з друку 11 червня 2021 року у видавництві «Дух і літера».

## Опис
Архідиякон Іоан Хрисавгіс, радник Вселенського Патріархату у цій книзі на основі церковних документів, особистих нотаток Патріарха, багатого досвіду спілкування з ним розповідає, яким є сам Варфоломій I.
Книга також містить роздуми публічних осіб про Вселенського Патріарха. Роздуми:
- Предстоятеля Православної церкви України Митрополита Епіфанія[К 2],
- Папи Франциска,
- Почесного Папи[К 3] Бенедикта XVI,
- 46-ого Президента США Джо Байдена,
- рабина Давида Розена,
- 45-ого віце-президента США Альберта Ґора,
- антропологині Джейн Гудал,
- ведучого ABC News Джорджа Стефанопулоса,
- колишнього Архієпископа  Кентерберійського Роана Вільямса.

## Українське видання
- Хрисавгіс Іоан Варфоломій: Апостольська місія. Пророче бачення / Переклад з англійської: Лідія Лозова. — Київ: Дух і літера, 2021. — 296 с. + 24 c. іл.[3] ISBN 978-966-378-826-5